# Jozef Karel
Jozef Karel (13. září 1922 Humenné – 26. září 2005 Košice) byl slovenský fotbalista, záložník, reprezentant Československa a fotbalový trenér. V československé reprezentaci odehrál v letech 1946–1948 sedm utkání. Hrál za ŠK Slovan Bratislava (1943–1946, 1947–1948), Racing Club Paris (1946–1947) a Duklu Prešov (Tatran) (1951–1953). Po skončení hráčské kariéry se stal trenérem, dlouho vedl ligový tým Tatranu Prešov (1951–1957, 1963–1965), byl tvůrcem proslulého „prešovského betonu“, tedy velmi obranné herní strategie. Působil jako trenér i v Kuvajtu a Kostarice.